# 盛新庆
盛新庆，北京理工大学信息科学技术学院教授，主要从事计算电磁学等方面的研究。中国教育部第6批“长江学者”特聘教授，主持完成“973”项目、“863”项目等多个国家重点项目，出版《计算电磁学要论》。

## 生平
1988年起在中国科学技术大学电子工程与信息科学系学习，先后在1994年和1996年获得硕士、博士学位。
后在伊利诺伊大学电机和计算机工程系从事博士后研究、在香港城市大学电子工程系担任研究员，后在北京理工大学信息科学技术学院任教。